# Colette Guyard
Colette Guyard (née le 24 octobre 1952 à Sézanne) est une footballeuse internationale française, qui joue au poste de défenseur, entre 1968 et 1979.
Elle est l'une des pionnières du football féminin, en ayant participé au tout premier match officiel de football féminin France-Pays-Bas, le 17 avril 1971.

## Biographie
Colette Guyard naît à Sézanne dans la Marne, le 24 octobre 1952.
C'est dans le club du Sport athlétique sézannais qu'elle joue ses premiers matchs de football.
Elle est retraitée de la Poste.

## Carrière

### En club
- Juin 1968 - Juin 1971 : SA Sézanne  France
- Juin 1971 - Juin 1974 : Stade de Reims  France
- Juin 1978 - Juin 1979 : Saint-Memmie  France

### En sélection
Le 17 avril 1971 elle participe à la rencontre amicale France-Pays-Bas à Hazebrouck (Hauts-de-France). Plus tard, ce match sera reconnu par la FFF puis plus tardivement par la FIFA comme le premier match international officiel du football féminin,.
| Sélections de Colette Guyard | Sélections de Colette Guyard | Sélections de Colette Guyard | Sélections de Colette Guyard | Sélections de Colette Guyard | Sélections de Colette Guyard | Sélections de Colette Guyard | Sélections de Colette Guyard | Sélections de Colette Guyard |
| Sel.                         | Date                         | Lieu                         | Adversaire                   | Résultat                     | Compétition                  | Temps de jeu                 | Temps de jeu                 | But                          |
| ---------------------------- | ---------------------------- | ---------------------------- | ---------------------------- | ---------------------------- | ---------------------------- | ---------------------------- | ---------------------------- | ---------------------------- |
| 1er                          | 17 avril 1971                | Hazebrouck, France           | Pays-Bas                     | 4-0                          | Match amical                 | titulaire                    | 70 min                       | 0                            |
| 2e                           | 28 novembre 1971             | Udine, Italie                | Italie                       | 2-2                          | Match amical                 | titulaire                    | 70 min                       | 0                            |
| 3e                           | 4 mai 1972                   | Bâle, Suisse                 | Suisse                       | 2-2                          | Match amical                 | titulaire                    | 90 min                       | 0                            |
| 4e                           | 22 avril 1973                | Brion, France                | Angleterre                   | 0-3                          | Match amical                 | titulaire                    | 70 min                       | 0                            |
| 5e                           | 31 mai 1973                  | Valentigney, France          | Suisse                       | 3-5                          | Match amical                 | remplaçante                  | 34 min                       | 0                            |